# صفوةالصفا

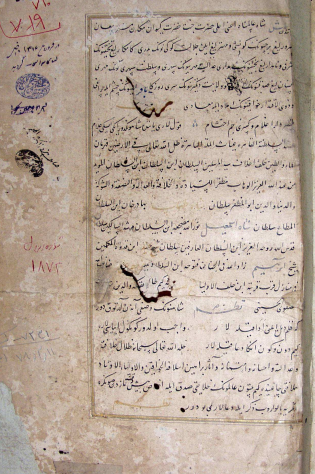
ترجمه شیخ صفی

صفوةالصفا عنوان کتابی است از توکل بن اسماعیل ابن بزاز اردبیلی که در آن سرگذشت شیخ صفی‌‌الدین اردبیلی و خانوادهٔ او روایت شده‌است. این کتاب در سال ۷۵۹ هجری قمری و در اواخر دورهٔ مغول نوشته شده‌است و به‌عنوان یک سند تاریخی بیانگر ویژگی‌های عرفان و تصوّف این دوره، به‌ویژه در غرب ایران به‌شمار می‌رود.
در فصل چهارم از این کتاب داستان دیدار و صحبت شیخ صفی با سعدی تشریح شده‌است.